# Richard Coyle
Richard Coyle, född 7 februari 1972 i Sheffield, är en brittisk skådespelare.
Coyle har bland annat medverkat i TV-serierna Then You Run och Chilling Adventures of Sabrina. Hon har även medverkat i filmen Prince of Persia: The Sands of Time.

## Filmografi (i urval)
- 2000–2002 – Coupling (TV-serie)
- 2004 – Gunpowder, Treason & Plot (TV-serie)
- 2006 – Ett bra år
- 2008 – 5 Days of War
- 2010 – Prince of Persia: The Sands of Time
- 2011 – W.E.
- 2018–2020 – Chilling Adventures of Sabrina (TV-serie)
- 2023 – Then You Run (TV-serie)
- 2023 – Six Four (TV-serie)
- 2025 – Heads of State